# Ennomos distincta
Ennomos distincta là một loài bướm đêm trong họ Geometridae.